# Zanzibar Nationalist Party
Le Zanzibar Nationalist Party (Parti nationaliste de Zanzibar), abrégé ZNP, était un parti politique nationaliste arabe à Zanzibar. Il a gouverné l'île de 1961 à 1964 dans une coalition avec le parti africain Zanzibar and Pemba People's Party (ZPPP).